# Акжол (городская администрация Аксу)
Акжол (каз. Ақжол, до 2006 года — Куйбышево) — село в Павлодарской области Казахстана. Расположено в 80 км к юго-западу от Павлодара и в 74 км к западу от Аксу. Находится в подчинении городской администрации Аксу. Административный центр и единственный населённый пункт Акжолского сельского округа. Код КАТО — 551635100.
Село было центральной усадьбой зернового совхоза имени В. В. Куйбышева, основанного в 1954 году.

## Население
В 1985 году в селе жили 834 человека, в 1999 году население села составляло 995 человек (493 мужчины и 502 женщины). По данным переписи 2009 года, в селе проживало 736 человек (343 мужчины и 393 женщины).